# 주부연합회
주부연합회(일본어: 主婦連合会 슈후렌고카이[*]), 약칭 주부련(일본어: 主婦連 슈후렌[*])은 일본의 여성단체로, 주로 주부들을 조직대상으로 삼는다. 각지의 소비자단체와 개인회원으로구성된 연합회로서 활동한다.
1948년 9월, 오쿠 무메오의 “불량성냥 퇴치 주부대회”를 계기로 동년 10월 결성되었다. 주걱과 앞치마를 상징으로, 겉과 속이 다른 부당표시상품에 대한 항의, 물가문제, 환경오염문제, 각종 소송 등 소비자운동에 앞장서 활동해 왔다. 일본의 소비자단체로서 최초기의 것에 속한다. 기관지는 월간 『주부련 소식』(主婦連たより).
유사한 단체로 전국지역부인단체연락협의회(전지부련)이 있다. 히가시세 유키에가 2007년 설립한 우파 여성단체 “일본주부연합회”와는 무관하다.